# Donito
 (février 2012).
Si vous disposez d'ouvrages ou d'articles de référence ou si vous connaissez des sites web de qualité traitant du thème abordé ici, merci de compléter l'article en donnant les références utiles à sa vérifiabilité et en les liant à la section « Notes et références ».
Donito est une série de bande dessinée française créée par Didier Conrad en 1991 dans le journal Spirou et éditée par Dupuis.

## Synopsis
Donito est un jeune garçon qui vit dans les Caraïbes. Après avoir sauvé une tortue de mer menacée par des villageois pour sa chair et sa carapace, l'animal revient le remercier en lui apportant une algue twindlin. En la prenant, il découvre qu'il peut comprendre le langage des animaux marins. La tortue (dénommée Tylina) lui apprend que l'algue twindlin confère le pouvoir de vivre sous l'eau comme un poisson pour une durée limitée. Elle emmène ensuite Donito découvrir le monde marin où l'enfant s'émerveille. Il rencontrera également Bigaloo, un phoque qui aime le rhum et qui deviendra également son ami.
Tout semble calme et paisible, mais le danger guette : Carmina, la terrible sirène, est de retour dans la mer des Caraïbes et appelle à elle les pêcheurs du village de Donito avec son chant envoûtant afin de les dévorer.
Dans un même temps, Donito rencontre un vieil homme habitant seul sur son vaisseau au milieu de la jungle. Sa douce ayant été dévorée des années plus tôt par la sirène, il a juré de se venger d'elle en l'empoisonnant. Il brûle de petites grenouilles afin d'en extraire un poison redoutable, goutte à goutte. Son tonnelet plein, il part accomplir sa vengeance.
Pendant que Carmina entre dans un immense coquillage pour muer (comme elle doit le faire tous les vingt ans), le vieillard plonge pour briser le tonnelet sur le coquillage. Le poison tuerait certes la sirène, mais également tous les poissons alentour, c'est pourquoi Donito tente de l'empêcher de le faire, mais échoue. Heureusement, Bigaloo avait profité de la dispute entre le garçon et l'homme pour échanger le poison contre du rhum.
Ivre, le coquillage s'ouvre trop tôt et Carmina, essayant sa voix neuve, se la brise. Elle demande au coquillage de la laisser rentrer à nouveau, mais il refuse et lui dit de revenir vingt ans plus tard. Le vieillard, persuadé d'avoir réussi son coup, rentre chez lui heureux (on ne le reverra plus).
Désormais, le chant de la sirène n'attire plus personne et les villageois ont retrouvé leur sérénité.
Mais Carmina n'est pas pour autant moins dangereuse et rôde toujours dans les parages, cherchant un moyen de récupérer sa voix.

## Personnages

### Personnages principaux

#### Donito
C'est le héros de l'histoire.
Il s'agit d'un jeune garçon des Caraïbes vivant avec son père et sa mère.
Il est le seul humain à connaitre le secret de l'algue twindlin, qui confère à celui qui en porte sur lui la capacité de vivre sous l'eau comme un poisson durant quelques heures et de comprendre le langage des animaux.

#### Tylina
Amie de Donito, il s'agit d'une tortue de mer.
C'est elle qui donne la première algue à Donito et lui en révèle le secret pour le remercier de l'avoir sauvée de chasseurs de tortues.

#### Bigaloo
Bigaloo est un phoque (le plus gros des Caraïbes selon ses propres dires). Il aime beaucoup le rhum et n'hésite pas à le voler sur les barques des pêcheurs de perles. Il est le meilleur ami de Donito et le suit dans toutes ses aventures sous-marines.

#### Carmina
Cette terrible sirène vient hanter les eaux des Caraïbes tous les vingt ans afin de faire muer sa voix.
Cette fois-ci, un incident lui a fait se briser la voix. Elle erre désormais dans les parages afin de trouver un moyen de la récupérer.
Bien que n'ayant plus son chant envoûtant de son côté, elle sait ruser afin de s'offrir un en-cas.
Elle vit dans une épave depuis laquelle elle règne sur les bas-fonds en imposant la terreur à ses habitants.

#### Alice
Il s'agit d'un poulpe géant. C'est le bras droit de Carmina et elle accompagne sa maitresse partout.
Alice est dangereuse mais un peu lente à la détente.

### Personnages secondaires

#### Les parents de Donito
Son père est pêcheur de perles (comme la plupart des hommes du village) et sa mère passe ses journées à errer dans la jungle à la recherche d'animaux à soigner. Elle connait les plantes.

#### Mémé Caraïbes
Doyenne du village des pêcheurs, elle connait tout sur les Caraïbe, les légendes, les histoires vraies...
Elle est la seule à également être au courant pour Carmina et sur l'algues twindlin. 
Elle sait que Donito connait le secret de l'algue et lui est souvent de bon conseil.

#### La Marquise de la Rose
Elle est la femme du gouverneur de l'île, mais c'est elle qui tire les ficelles du gouvernement

#### Les pirates
Ils aident (ou sont plutôt contraints) d'aider Carmina à attraper des proies en attaquant des bateaux pour elle.

## Publication

### Albums
- 1 La Sirène des Caraïbes, Dupuis, Marcinelle, novembre 1991
Scénario, dessin et couleurs : Conrad
- 2 La Pyramide des tempêtes, Dupuis, Marcinelle, juin 1992
Scénario, dessin et couleurs : Conrad
- 3 Le Grand Secret, Dupuis, Marcinelle, juin 1993
Scénario, dessin et couleurs : Conrad
- 4 L'Île aux pirates, Dupuis, Marcinelle, avril 1995
Scénario, dessin et couleurs : Conrad
- 5 L'Or caché du cachalot, Dupuis, Marcinelle, avril 1996
Scénario, dessin et couleurs : Conrad

Au dos du cinquième album est annoncé le suivant, Croque-Pirate, qui n'a jamais paru.

## Prix
- 1994 : Alph-Art jeunesse au festival d'Angoulême pour Le Grand Secret